# Budy (gospodarka)
Budy (także majdany) – w dawnej Polsce położone w głębi lasów zakłady, w których wytwarzano z surowców leśnych smołę, dziegieć, popiół, potaż itp.
Nazwa prawdopodobnie pochodzi od bud – zabudowań otaczających czworokątny plac, majdan, stanowiący ośrodek zakładu.
Niejednokrotnie budy tworzyły całe osiedla z własną administracją i sądownictwem. Zanik budnictwa na ziemiach polskich nastąpił w XIX wieku, co związane było z rozpowszechnieniem się przemysłowych metod destylacji drewna. Gałąź rzemiosła pozostawiła ślady w toponomastyce w postaci wielu miejscowości o nazwie Budy.